# Sporting Clube de Portugal 2002-2003
Questa voce raccoglie le informazioni riguardanti lo Sporting Clube de Portugal nelle competizioni ufficiali della stagione 2002-2003.

## Stagione
Nella stagione 2002-2003 lo Sporting concluse il campionato al terzo posto, alle spalle del Porto e del Benfica. In Taça de Portugal i Leões uscirono ai quarti di finale, perdendo contro il Naval. In Europa il cammino della squadra di Lisbona si concluse al terzo turno preliminare di Champions League, eliminati dall'Inter. Vinse la supercoppa portoghese battendo il Leixões.

## Rosa
| N. |                        | Ruolo | Calciatore        |
| -- | ---------------------- | ----- | ----------------- |
| 1  | Portogallo (bandiera)  | P     | Nélson Pereira    |
| 2  | Portogallo (bandiera)  | C     | Diogo Matos       |
| 3  | Portogallo (bandiera)  | C     | Rui Bento         |
| 4  | Argentina (bandiera)   | D     | Facundo Quiroga   |
| 5  | Brasile (bandiera)     | D     | César Prates      |
| 6  | Portogallo (bandiera)  | D     | Hugo Viera        |
| 7  | Romania (bandiera)     | A     | Marius Niculae    |
| 8  | Portogallo (bandiera)  | C     | Pedro Barbosa     |
| 9  | Bielorussia (bandiera) | A     | Vitali Kutuzov    |
| 10 | Portogallo (bandiera)  | A     | Ricardo Sá Pinto  |
| 11 | Cile (bandiera)        | D     | Rodrigo Tello     |
| 12 | Portogallo (bandiera)  | P     | Tiago Ferreira    |
| 13 | Portogallo (bandiera)  | P     | Nuno Santos       |
| 14 | Portogallo (bandiera)  | C     | Ricardo Fernandes |
| 15 | Cile (bandiera)        | D     | Pablo Contreras   |
| 16 | Brasile (bandiera)     | A     | Jardel            |

| N. |                       | Ruolo | Calciatore         |
| -- | --------------------- | ----- | ------------------ |
| 17 | Portogallo (bandiera) | C     | Paulo Bento        |
| 18 | Portogallo (bandiera) | D     | Luís Filipe        |
| 19 | Portogallo (bandiera) | C     | Danny              |
| 20 | Portogallo (bandiera) | A     | Ricardo Quaresma   |
| 21 | Mozambico (bandiera)  | D     | Paíto              |
| 22 | Portogallo (bandiera) | D     | Roberto Severo     |
| 23 | Portogallo (bandiera) | D     | Rui Jorge          |
| 25 | Portogallo (bandiera) | C     | João Pinto         |
| 26 | Portogallo (bandiera) | C     | Carlos Martins     |
| 27 | Portogallo (bandiera) | C     | Custódio           |
| 28 | Portogallo (bandiera) | A     | Cristiano Ronaldo  |
| 29 | Angola (bandiera)     | A     | Luís Lourenço      |
| 30 | Spagna (bandiera)     | C     | Toñito             |
| 32 | Portogallo (bandiera) | D     | João Paulo         |
| 55 | Brasile (bandiera)    | C     | Marcos Paulo Alves |

## Statistiche

### Andamento in campionato
| Giornata  | 1 | 2 | 3 | 4 | 5 | 6 | 7 | 8 | 9 | 10 | 11 | 12 | 13 | 14 | 15 | 16 | 17 | 18 | 19 | 20 | 21 | 22 | 23 | 24 | 25 | 26 | 27 | 28 | 29 | 30 | 31 | 32 | 33 | 34 |
| --------- | - | - | - | - | - | - | - | - | - | -- | -- | -- | -- | -- | -- | -- | -- | -- | -- | -- | -- | -- | -- | -- | -- | -- | -- | -- | -- | -- | -- | -- | -- | -- |
| Luogo     | T | C | T | C | T | C | C | T | C | T  | C  | T  | C  | T  | C  | T  | C  | C  | T  | C  | T  | C  | T  | T  | C  | T  | C  | T  | C  | T  | C  | T  | C  | T  |
| Risultato | V | V | P | N | P | V | V | V | P | V  | V  | V  | P  | P  | V  | V  | P  | V  | V  | V  | N  | V  | V  | N  | N  | P  | N  | V  | N  | V  | N  | N  | P  | P  |

Fonte:  Primeira Liga – Classifica, su transfermarkt.it.
Legenda:

Luogo: C = Casa; T = Trasferta. Risultato: V = Vittoria; N = Pareggio; P = Sconfitta.

### Statistiche di squadra
| Competizione          | Punti            | Totale | Totale | Totale | Totale | Totale | Totale | DR  |
| Competizione          | Punti            | G      | V      | N      | P      | Gf     | Gs     | DR  |
| --------------------- | ---------------- | ------ | ------ | ------ | ------ | ------ | ------ | --- |
| Primeira Liga         | 59               | 34     | 17     | 8      | 9      | 52     | 38     | +14 |
| Taça de Portugal      | Quarti di finale | 3      | 2      | 0      | 1      | 9      | 2      | +7  |
| Champions League      | Terzo turno      | 2      | 0      | 1      | 1      | 0      | 2      | -2  |
| Coppa UEFA            | Primo turno      | 2      | 0      | 1      | 1      | 4      | 6      | -2  |
| Supercoppa portoghese | Vincitore        | 1      | 1      | 0      | 0      | 5      | 1      | +4  |
| Totale                | 59               | 42     | 20     | 10     | 12     | 70     | 49     | +21 |